# Rhithrocloeon
Rhithrocloeon is een geslacht van haften (Ephemeroptera) uit de familie Baetidae.

## Soorten
Het geslacht Rhithrocloeon omvat de volgende soorten:
- Rhithrocloeon indicator
- Rhithrocloeon permirum